# Jackson County (Wisconsin)
Das Jackson County ist ein County im US-amerikanischen Bundesstaat Wisconsin. Im Jahr 2020 hatte das County 21.145 Einwohner und eine Bevölkerungsdichte von 8,3 Einwohnern pro Quadratkilometer. Der Verwaltungssitz (County Seat) ist Black River Falls.

## Geografie
Das County liegt etwas westlich des geografischen Zentrums von Wisconsin und ist im Westen und Südwesten jeweils etwa 40 km von Minnesota sowie Iowa entfernt. Es hat eine Fläche von 2590 Quadratkilometern, wovon 33 Quadratkilometer Wasserfläche sind.
Von Nord nach Südwest wird das Jackson County vom Black River durchflossen, einem linken Nebenfluss des Mississippi.
An das Jackson County grenzen folgende Nachbarcountys:
| Eau Claire County  | Clark County  |               |
| Trempealeau County |               | Wood County   |
| La Crosse County   | Monroe County | Juneau County |

## Geschichte

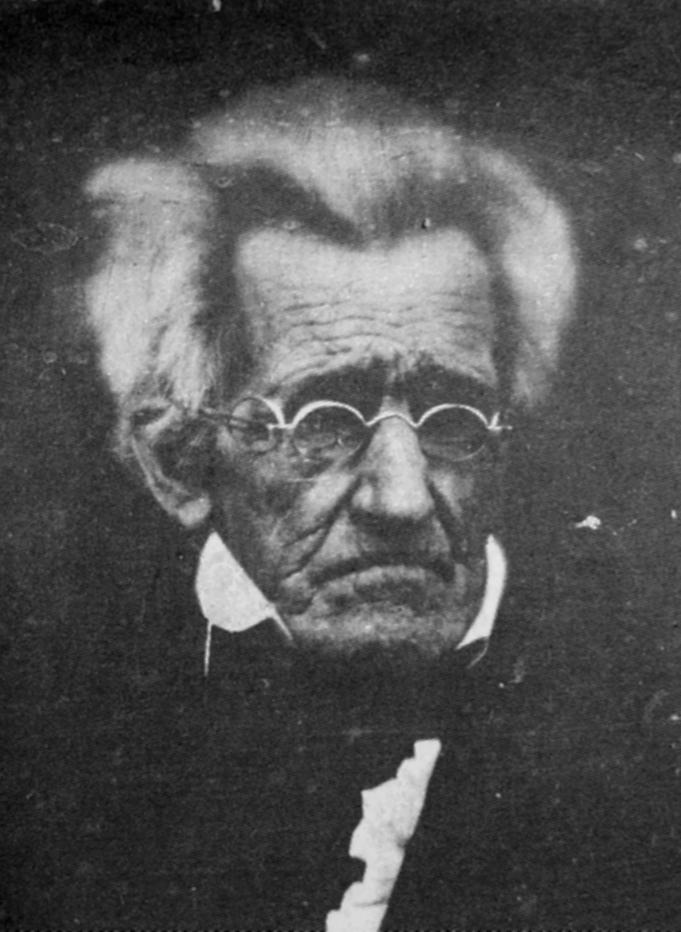
Andrew Jackson

Jackson County wurde 1853 aus Teilen des La Crosse County gebildet. Benannt wurde es nach Andrew Jackson, dem siebten Präsidenten der USA.

## Bevölkerung
Nach der Volkszählung im Jahr 2010 lebten im Jackson County 20.449 Menschen in 8167 Haushalten. Die Bevölkerungsdichte betrug 8 Einwohner pro Quadratkilometer. In den 8167 Haushalten lebten statistisch je 2,32 Personen.
Ethnisch betrachtet setzte sich die Bevölkerung zusammen aus 89,4 Prozent Weißen, 2,1 Prozent Afroamerikanern, 6,6 Prozent amerikanischen Ureinwohnern, 0,3 Prozent Asiaten, 0,1 Prozent Polynesiern sowie aus anderen ethnischen Gruppen; 1,5 Prozent stammten von zwei oder mehr Ethnien ab. Unabhängig von der ethnischen Zugehörigkeit waren 2,8 Prozent der Bevölkerung spanischer oder lateinamerikanischer Abstammung.
22,4 Prozent der Bevölkerung waren unter 18 Jahre alt, 60,8 Prozent waren zwischen 18 und 64 und 16,8 Prozent waren 65 Jahre oder älter. 46,8 Prozent der Bevölkerung war weiblich.

Das jährliche Durchschnittseinkommen eines Haushalts lag bei 43.098 USD. Das Pro-Kopf-Einkommen betrug 21.526 USD. 16,5 Prozent der Einwohner lebten unterhalb der Armutsgrenze.

## Ortschaften im Jackson County
City
- Black River Falls

Villages
| - Alma Center - Hixton - Melrose | - Merrillan - Taylor |

Census-designated places (CDP)
- Hatfield
- Millston

Andere Unincorporated Communities
| - Brockway - Buckholz Corners - City Point - Disco - Fall Hall Glen - Franklin | - Irving - Lapham Junction - Levis - North Bend - North Branch - Northfield | - Pray - Price - Requa - Sechlerville - Shamrock - Sheppard | - Spaulding - Speck Oaks - Vaudreuil - Waterbury - Winnebago Mission - York |

## Gliederung
Das Jackson County ist neben der einen City und den fünf Villages in 21 Towns eingeteilt:
| Town               | Einwohner (2010) | FIPS     |
| ------------------ | ---------------- | -------- |
| Town of Adams      | 1342             | 55-00350 |
| Town of Albion     | 1210             | 55-00900 |
| Town of Alma       | 1044             | 55-01275 |
| Town of Bear Bluff | 138              | 55-05550 |
| Town of Brockway   | 2828             | 55-09900 |
| Town of City Point | 182              | 55-14800 |
| Town of Cleveland  | 481              | 55-15375 |

| Town                  | Einwohner (2010) | FIPS     |
| --------------------- | ---------------- | -------- |
| Town of Curran        | 343              | 55-18075 |
| Town of Franklin      | 448              | 55-27225 |
| Town of Garden Valley | 422              | 55-28250 |
| Town of Garfield      | 638              | 55-28325 |
| Town of Hixton        | 652              | 55-35100 |
| Town of Irving        | 751              | 55-37275 |
| Town of Knapp         | 299              | 55-40000 |

| Town                | Einwohner (2010) | FIPS     |
| ------------------- | ---------------- | -------- |
| Town of Komensky    | 509              | 55-40325 |
| Town of Manchester  | 704              | 55-48425 |
| Town of Melrose     | 470              | 55-50775 |
| Town of Millston    | 159              | 55-52050 |
| Town of North Bend  | 488              | 55-57775 |
| Town of Northfield  | 639              | 55-57975 |
| Town of Springfield | 623              | 55-75900 |